# Jean-Baptiste Mathey
Altar da igreja de São Francisco Serafim na Cidade Velha, Praga, de Jean Baptiste Mathey
Jean Baptiste Mathey (c. 1630 – c. 1695) foi um arquiteto e pintor francês nascido em Dijon.
Entre 1675 e 1694, Mathey trabalhou em Praga. Teve uma carreira notável, com o seu planeamento francês e a sua devoção à racionalidade clássica (em oposição à exuberância do barroco italiano) foram um desafio artístico consciente ao gosto estabelecido na época. Mathey foi contratado pelo Arcebispo de Praga, Johann Friedrich, para construir o Castelo de Troja (em língua tcheca Trojský zámek), no qual trabalhou de 1676 a 1694. Em 1679, também ajudou a projetar a Kreuzherrenkirche. Recebeu a cidadania de Praga em 1684, mas nunca se juntou a uma guilda.